# مرکز یکپارچه‌سازی امنیت سایبری و ارتباطات ملی
مرکز یکپارچه‌سازی امنیت سایبری و ارتباطات ملی  (اختصاری NCCIC) بخشی از بخش امنیت سایبری آژانس امنیت زیرساخت و امنیت سایبری (وابسته به وزارت امنیت داخلی ایالات متحده آمریکا) است. این مرکز با همکاری آژانس‌های غیرنظامی، اپراتورهای زیرساخت، دولت‌های ایالتی و محلی و شرکای بین‌المللی، اقدام به هماهنگی جنبه‌های مختلف تلاش‌های امنیت سایبری و کاهش حمله سایبری در سطح دولت فدرال ایالات متحده می‌کند.
همچنین این مرکز مسئول هماهنگی واکنش ملی به رخدادهای مهم سایبری بر اساس طرح ملی پاسخ به رخدادهای سایبری (اختصاری NCIRP) است. NCCIC از چهار بخش تشکیل شده است:
- عملیات و هماهنگی[ت] (اختصاری NO&I)
- تیم آمادگی اضطراری رایانه‌ای ایالات متحده آمریکا [ث] (اختصاری US-CERT)
- تیم واکنش اضطراری سامانه‌های کنترل صنعتی [ج] (اختصاری ICS-CERT)
- مرکز هماهنگی ملی ارتباطات[چ] (اختصاری NCC)

بر اساس اعلام NCCIC، مأموریت این مرکز «کاهش ریسک چالش‌های سیستمی در حوزه امنیت سایبری و ارتباطات در نقش مرکز پیشروی دفاع سایبری، واکنش به رخداد و یکپارچه‌سازی عملیاتی کشور است.»

## تاریخچه
NCCIC در مارس ۲۰۰۸ ایجاد شد و بر اساس الزامات یک سند شکل گرفت و مستقیماً به دبیر (وزیر) وزارت امنیت داخلی گزارش می‌دهد. مرکز هماهنگی ملی ارتباطات، مأموریت محافظت از شبکه‌های ارتباطی دولت ایالات متحده را بر عهده دارد. این مرکز اقدام به پایش، گردآوری و به‌اشتراک‌گذاری اطلاعات دربارهٔ سامانه‌های متعلق به آژانس امنیت ملی، اف‌بی‌آی، وزارت دفاع ایالات متحده آمریکا و وزارت امنیت داخلی می‌کند. نخستین مدیر منصوب‌شده برای هدایت این مرکز، راد بکستروم کارآفرین و هم‌نویسندهٔ کتاب The Starfish and the Spider بود. در ۵ مارس ۲۰۰۹، بکستروم از سمت خود به عنوان مدیر مرکز ملی امنیت سایبری استعفا داد. به گزارش واشینگتن پست، او به دلیل کمبود منابع و همچنین تلاش‌هایی که در جریان بود تا گروه او – و نیز بخشی که رایتینگر به آن می‌پیوست – در تأسیساتی تحت مدیریت آژانس امنیت ملی ادغام شوند، کناره‌گیری کرد. در ۱۱ مارس ۲۰۰۹، فیل رِیتینگر که در آن زمان در مایکروسافت فعالیت داشت، به این سمت منصوب شد. در ۳۰ اکتبر ۲۰۰۹، جنت ناپولیتانو وزیر وزارت امنیت داخلی، NCCIC را افتتاح کرد. این مرکز از ادغام دو سازمان این وزارتخانه یعنی تیم آمادگی اضطراری رایانه‌ای ایالات متحده و مرکز هماهنگی ملی مخابرات تشکیل شد. همچنین تلاش‌های مرکز ملی امنیت سایبری، دفتر اطلاعات و تحلیل وزارت امنیت داخلی (I&A) و شرکای بخش خصوصی را هم در خود ادغام می‌کند.

## بازنگری سیاست امنیت سایبری رئیس‌جمهور ایالات متحده
در ژوئن ۲۰۰۹، کاخ سفید گزارش «بازنگری سیاست امنیت سایبری» را منتشر کرد؛ با این حال در آن سند به‌طور مشخص به NCCIC اشاره نشده بود.

## دفتر برنامه ملی
در هماهنگی با وزارت بازرگانی ایالات متحده آمریکا، دفتر امنیت سایبری کاخ سفید در ۷ ژانویه ۲۰۱۱ اعلام کرد که دفتری را درون این وزارتخانه ایجاد خواهد کرد تا به توسعه فناوری‌ها یا پلتفرم‌هایی کمک کند که در نهایت امکان انجام تراکنش‌های حساس آنلاین را با اعتماد بیشتری فراهم سازد. نام این دفتر، «دفتر برنامه ملی» است و وظیفه اصلی آن هماهنگ‌سازی فعالیت‌های فدرال ضروری برای اجرای راهبرد ملی برای هویت‌های مورد اعتماد در فضای مجازی، یکی از طرح‌های کاخ سفید برای امن‌تر ساختن فضای اینترنت برای مصرف‌کنندگان، خواهد بود.